# ELSA Speak
ELSA là một startup về công nghệ giáo dục được thành lập vào tháng 7 năm 2015 do Văn Đinh Hồng Vũ và Xavier Anguera làm chủ.

## Lịch sử hoạt động
ELSA (English Language Speech Assistant) là startup về công nghệ giáo dục tại Silicon Valley đầy triển vọng và đang tăng trưởng rất nhanh. Được thành lập vào năm 2015 bởi Văn Đinh Hồng Vũ (CEO), cùng với người bạn Bồ Đào Nha là tiến sĩ Xavier Anguera (giám đốc công nghệ – CTO), ELSA có công nghệ Trí Tuệ Nhân Tạo với khả năng học sâu (deep learning) và nhận diện giọng nói (speech recognition). Ứng dụng ELSA Speak là ứng dụng học nói và giao tiếp tiếng Anh gần như duy nhất có thể sửa lỗi phát âm chính xác từng âm tiết, đồng thời đưa ra nhận xét tức thì và hướng dẫn sửa lại chuẩn xác. Có trụ sở tại San Francisco, ELSA đã gọi vốn thành công 12 triệu đô từ các nhà đầu tư lớn ở Thung lũng Silicon, Đông Nam Á và Nhật Bản. Ứng dụng hiện có hơn 10 triệu lượt người dùng ở 101 quốc gia trên thế giới, và có văn phòng tại Bồ Đào Nha, Việt Nam, Ấn Độ, Indonesia và Nhật Bản.
Ý tưởng thành lập ELSA của Vũ Văn khởi nguồn khi Vũ Văn nhận thấy phát âm không chuẩn sẽ gây cản trở cho bước đường thăng tiến trong công việc đối với những người không sử dụng tiếng Anh là ngôn ngữ bản địa. ELSA được tạo ra với kỳ vọng trở thành công cụ luyện tập phát âm tốt nhất và dễ sử dụng nhất cho hơn 1.5 tỷ người học ngôn ngữ trên toàn cầu, giúp họ nói tiếng Anh trôi chảy và tự tin hơn để nắm bắt cơ hội trong công việc và cuộc sống.
Năm 2019, tại vòng gọi vốn Series A, ELSA đã “lọt vào mắt xanh” của Gradient Ventures – quỹ mạo hiểm chuyên đầu tư vào Trí Tuệ Nhân Tạo (AI) của Google và gọi thành công 7 triệu USD vốn đầu tư trong vòng Series A tại Silicon Valley. 
“ELSA mang đến giải pháp học mới lạ, hiệu quả cho nhu cầu học tiếng Anh trên toàn cầu. Giải pháp này mang tới một sự khác biệt trong cuộc sống và công việc của người học, để họ tự tin nắm bắt những cơ hội tốt hơn. 
Chúng tôi rất ấn tượng với công nghệ và đội ngũ này, đặc biệt với sự phát triển nhanh chóng của họ trong thời gian vừa qua, và háo hức đón chờ những thành công tiếp theo của ELSA”, ông Zachary Bratun-Glennon, Partner tại Gradient Ventures chia sẻ.
Bên cạnh đó, ELSA đẩy mạnh phát triển giải pháp đào tạo tiếng Anh cho các doanh nghiệp và tổ chức giáo dục. 
Ngoài ứng dụng ELSA Speak, ELSA cung cấp thêm nhiều tính năng và công cụ dành riêng cho doanh nghiệp, trường học để có thể triển khai trên quy mô rộng, và đo lường được hiệu quả của dạy và học tiếng Anh cho học viên, nhân viên.

## Giải thưởng
- Startup Việt đầu tiên lọt vào chung kết, và chiến thắng cuộc thi Triển lãm Công nghệ Giáo dục danh giá hàng đầu SXSWEdu Launch 2016 tại Mỹ.

- Được chọn vào StartX - bệ phóng cho các doanh nhân hàng đầu Stanford. 

- Công ty Việt Nam đầu tiên được chọn tham dự Google Launchpad.

- Top 5 Ứng dụng Trí Tuệ Nhân Tạo bởi Research Snipers, cùng với Cortana (Microsoft) và Google Allo (Google).

- Chiến thắng danh hiệu “Ứng dụng học kỹ thuật số tốt nhất" của Reimagine Education (2016).

- Top 15 “Ứng dụng A.I tốt nhất cho Android và IOS” năm 2017 bởi Easy Tech Trick và Top 7 bởi IQVIS, chung danh sách có Google Allo của Google và Cortana của Microsoft.

- Top 11 Ứng dụng giáo dục bởi Product Hunt.

- Top 10 “Ứng dụng A.I phải có để giúp điện thoại thông minh hơn” bởi Analytics India Magazine, cùng danh sách có Google Allo và Google Assistant của Google.

- Đứng đầu danh sách “Top 13 Công ty công nghệ đáng kỳ vọng nhất ở Đông Nam Á" bởi South China Morning Post (2018).

- Fast Company đã xướng danh ELSA nằm trong “Đề Cử Danh Dự” ở hạng mục Trí Tuệ Nhân Tạo (AI) và Data trong khuôn khổ giải thưởng “World Changing Ideas” 2020 – Ý Tưởng Thay Đổi Thế giới 2020.